# Lucky Luke gegen Pat Poker
Lucky Luke gegen Pat Poker ist ein Lucky-Luke-Comicalbum des belgischen Comiczeichners Morris. Die zwei darin enthaltenen Geschichten Großputz in Red City und Tumult in Tumbleweed gehören zu den ältesten Geschichten um den einsamen Cowboy, im Albenkonzept wurden sie erstmals 1967 auf Deutsch veröffentlicht.

## Handlung

### Großputz in Red City
Lucky Luke werden während des Badens die Kleider und das Pferd gestohlen. Deshalb muss er notgedrungen in ziemlich lächerlicher Aufwartung seine neue Stelle als Sheriff in Red City antreten. Der Falschspieler Pat Poker und seine Bande, die die Stadt im Griff haben, sind darüber natürlich nicht erfreut. Allerdings halten sie ihn wegen seines Auftretens zunächst für ein völlig harmloses „Greenhorn“ und behandeln ihn entsprechend respektlos – unter anderem wird ihm ein Schaukelpferd zugeteilt.
Das erste Mal auf sich aufmerksam macht Luke, als er eine geplante Hinrichtung verhindert. Darauf spielt Luke mit Pat Poker im Saloon Poker. Luke gewinnt, weil er Poker dazu zwingt, sich bis auf die Unterhosen auszuziehen, womit er keine Asse mehr im Ärmel verstecken kann. Im nächsten Schritt steckt Luke zwei von Pokers Typen ins Gefängnis und wird damit erst recht zur Zielscheibe – sehr zur Freude des Totengräbers.
Kurz darauf zeigt Lucky Luke sein wahres Gesicht und präsentiert sich als „Harter Mann“ des Westens. Er schießt absolut präzise und schnell, während er mit seinem Revolver spielt, raucht permanent und schießt schließlich Poker die Knarre aus der Hand. Dieser fällt tot um und wird vom Totengräber weggebracht. Weil Luke Verdacht schöpft, findet er die beiden auf dem Friedhof – beide quicklebendig. Luke übergibt Poker nach kurzer Verfolgung der Justiz.

### Tumult in Tumbleweed
Lucky Luke kommt in der Westernstadt Tumbleweed an, die offenbar von einem Typen mit dem Spitznamen Angelface dominiert wird. Er versucht sogleich, Luke zu vertreiben, muss aber daraufhin selber kräftig einstecken. Als daraufhin ein Schäfer in der Stadt auftaucht, wird die Sache brenzlig. Denn damals waren Schäfer und ihre Tiere gar nicht gern gesehen, denn angeblich würde nie mehr eine Kuh dort weiden, wo Schafe geweidet haben.
Angelface will den Hirten sofort aufhängen, was aber von Luke verhindert wird. Kurz darauf trifft auch noch Pat Poker in der Stadt ein. Zunächst zwar mittellos, aber das ändert sich nach der ersten Partie Poker schnell – er besitzt nun den Saloon. Das Duell, das Angelface von Lucky Luke fordert, endet damit, dass Angelface beim Rückwärtsgehen in eine Grube fällt.
Da Luke nun auf der Abschussliste von beiden steht, vereinbaren sie, dass Angelface ihn während einer Partie Karten am Fenster des Saloons erschießen soll. Luke riecht aber den Braten und setzt sich nicht ans Fenster, worauf der nun selber am Fenster sitzende Pat Poker so nervös wird, dass er dauernd verliert. Allerdings bestand gar keine Gefahr, denn die Winchester von Angelface war unbrauchbar gemacht worden.
Kurz darauf trifft ein Sheriff in Tumbleweed ein und möchte Poker verhaften. Das geht jedoch zunächst schief und er wird verprügelt. Luke will die Sache klären und geht zurück zum Saloon, wo er, nachdem Angelface alle seine Kugeln an einer Attrappe verschossen hat, diesen k. o. schlägt. Eine halsbrecherische Verfolgungsjagd zu Pferde später verhaftet er auch Pat Poker.

## Veröffentlichungsgeschichte
Die beiden Geschichten, im französischen Original Nettoyage à Red City und Tumulte à Tumbleweed genannt, erschienen in der belgischen Zeitschrift Spirou, von Mai bis August 1951 respektive Mai bis September 1952. Zwischen diesen zwei Geschichten entstand die Geschichte Die Gesetzlosen (heute in Band 81).
1953 wurden die Geschichten vom Verlag Dupuis in einem Band zusammengelegt und mit einem passenden Titelbild versehen. Es zeigt Lucky Luke, mit gezogenem Colt beim Betreten eines Saloons, in dem Pat Poker gerade versucht, zur Kanone zu greifen. 1964 wurden die Geschichten als Taschenbuch herausgegeben – in unkolorierter Fassung.
Die erste deutschsprachige Ausgabe wurde 1960 als Aufregung in Red City und Alarm in Tumbleweed in der Reihe Der heitere Fridolin veröffentlicht. 7 Jahre danach erscheinen sie auch in Fix und Foxi super tip top unter dem Titel Lucky Luke: Ausgespielt – Pat Poker. 1992 veröffentlicht der Ehapa-Verlag die Geschichten in der Reihe Lucky Luke Classics. In der weitaus bekannteren Alben-Reihe ebendieses Verlages erschienen die beiden Geschichten schließlich 2010 als Nummer 87, mehr als 50 Jahre nach ihrer Entstehung.

## Anmerkung
Im Band Die Brücke am ol’man river trifft Lucky luke erneut auf Pat Poker.

## Ausgaben
- Morris: Lucky Luke gegen Pat Poker, Originaltitel Lucky Luke contre Pat Poker; Übersetzung von Gudrun Penndorf; Egmont Ehapa Verlag; Berlin 2010; ISBN 978-3-7704-3408-4